# 氧化苦参碱
氧化苦参碱（英語： 或 Matrine oxide）是一种含氮有机化合物，化学式C15H24N2O2，属于喹诺里西啶类生物碱，存在于传统中药材苦参（Sophora flavescens）等植物中。